# Filippo Berardi
Pour les articles homonymes, voir Berardi.
Filippo Berardi, né le 18 mai 1997 à Saint-Marin, est un footballeur international saint-marinais évoluant au SP Tre Penne.

## Biographie

### En club
Il commence sa carrière au AC Rimini 1912 en janvier 2014. En août 2015 il est transféré au Torino FC où il n'arrive pas à s'imposer ne jouant que trois matchs, il est prêté deux fois pour chaque fois une saison au SS Juve Stabia et au SS Monopoli 1966.
Il est ensuite transféré gratuitement au US Vibonese le 14 août 2019 où il arrive à s'installer dans l'équipe est à jouer des matchs. Libre de tout contrat, il va dans le club de Serie C le US Ancona en juillet 2021, mais son passage ne sera pas fructueux, ne rentrant en jeux qu'une minute sur une saison et demie. Il part ensuite le 23 janvier 2023 dans le club de l'AC Sammaurese en quatrième division italienne où il arrive à avoir du temps de jeu.
Le 24 août 2023, il arrive libre de tout contrat au SS Cosmos dans son pays natal où il a su trouver une place de titulaire et affiche un meilleur visage avec plus de 10 buts en 20 matchs pour ses débuts.

### En sélection
Il commence sa carrière internationale le 4 septembre 2016 et inscrit son premier but en sélection nationale le 16 novembre 2019 lors des éliminatoires du Championnat d'Europe de football 2020.